# Thespesia robusta
Thespesia robusta är en malvaväxtart som beskrevs av Van Borss. Waalk.. Thespesia robusta ingår i släktet Thespesia och familjen malvaväxter. Inga underarter finns listade i Catalogue of Life.